# Manuel Fernández Peón
Manuel Fernández Peón, también Comandante Flórez (La Hueria de Carrocera, Asturias, 16 de noviembre de 1906 - Rosario, Argentina, 9 de junio de 1986) fue un minero y guerrillero asturiano. Fue uno de los últimos 29 guerrilleros, con José Mata al frente, que fueron evacuados el 23 de octubre de 1948 desde el puerto de Luanco (Asturias) hacia Francia.

## Biografía
Hijo de José Fernández Flórez, alcalde de San Martín del Rey Aurelio en tres ocasiones, y que había sido partícipe en la fundación del Sindicato de los Obreros Mineros de Asturias (SOMA), actualmente (SOMA-FITAG-UGT).
En 1922 comenzó a trabajar en las Minas de La Encarnada de la empresa Duro Felguera. Ese mismo año ingresó en la Juventudes Socialistas y en 1929 lo hizo en el PSOE. Fue detenido por su participación en la revolución de octubre de 1934 pasando por las dependencias del convento de las Adoratrices convertido en centro de reclusión y tortura antes de ser internado en la cárcel Modelo de Oviedo donde permaneció hasta el 2 de enero de 1935 que salió en libertad condicional. Pero a los pocos días los guardias civiles vuelven a buscarlo y lo llevan a Brañella. Al hacer un alto para esposarlo, un grupo de chicas de las Juventudes Socialistas de La Güeria distraen a los guardias, lo que aprovecha para echarse a rodar monte abajo y huir. Ante el riesgo de volver a prisión marchó junto a su padre y otros compañeros a Francia donde lograron pasar en un taxi que conducía el compañero Vicente Requena Galán. Desde Francia se trasladó a Bélgica residiendo en Bruselas hasta que pudieron regresar a Asturias por la amnistía, tras el triunfo del Frente Popular el 16 de febrero de 1936. Al producirse el golpe de Estado de julio de ese mismo año se incorporó a las Milicias combatiendo en el cerco de Oviedo. En agosto de 1936 después de participar en un curso de formación de mandos en Gijón accedió al grado de comandante del Ejército de la República estando al frente del Batallón de Infantería nº 244. Tras la caída de Asturias en octubre de 1937 se refugió en el monte. Participó en el intento fallido de evasión colectiva desde la playa de El Puntal (Asturias) en enero de 1939 que fue abortada por la guardia civil. Conocido como “Comandante Flórez” en la lucha guerrillera en Asturias donde permaneció desde 1937 hasta 1948. Participó en la constitución del Comité de Monte a finales de 1942 junto a José Mata y Arístides Llaneza y tras la caída del Comité Regional de la Federación Socialista Asturiana del PSOE en mayo de 1947 formó parte como vocal del Comité del Monte que se hizo cargo de la dirección de la misma. Fue uno de los 29 guerrilleros socialistas asturianos que fueron evacuados el 23 de octubre de 1948 desde el puerto de Luanco (Asturias) hacia Francia en un barco fletado por Indalecio Prieto desde Saint Jean de Luz. Residió en Tarbes (Hautes Pyrénées) donde vivían su padre y su hermana Remedios, trabajando como minero, hasta que en 1951 se trasladó a Argentina. Se estableció en Rosario de Santa Fe donde falleció el 9 de junio de 1986.